# 宿豫郡
宿豫郡，中国南北朝时设置的郡。
东晋时建宿预县。北魏时作宿豫县（今江苏省宿迁市东南废黄河东岸），于太和（477年—499年）中置宿豫郡，治所在宿豫县。辖境约相当今江苏省宿迁市部分地。当时，南北双方对此地争夺频繁。南齐中兴元年（501年），地复入北魏。南陈太建十一年（579年），地入北周，仍置宿豫郡。隋朝开皇（581年—600年）初年废。北朝时曾为东徐州和东楚州治所。 